# Bahi Ladgham

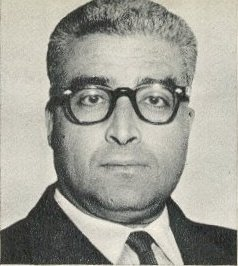
Bahi Ladgham

Bahi Ladgham (Tunis, 10 januari 1913 – Parijs, 13 april 1998) was een Tunesisch politicus.
Ladgham was een vroege medestander van de latere Tunesische president Habib Bourguiba in de Néo-Destourpartij, die streefde naar onafhankelijkheid van Frankrijk. Onder het presidentschap van Bourguiba bekleedde hij verschillende ministerposten en was de feitelijke tweede man van het regime. Na de verkiezingen van 2 november 1969 werd het ambt van premier opnieuw ingevoerd. Ladgham werd premier en zo ook opvolger van de president, mocht die komen te overlijden. In september 1970 nam hij deel aan een Arabische top in Caïro naar aanleiding van de gevechten tussen het Jordaanse leger en Palestijnse milities (Zwarte September) en daarna leidde hij de inter-Arabische commissie die het akkoord tussen beide partijen moest opvolgen. Hij werd hij kort daarna opgevolgd door Hédi Nouira als premier van Tunesië na een dispuut met de president. Op het partijcongres van oktober 1971 in Monastir kreeg Ladgham de meeste stemmen, voor ex-minister Ahmed Mestiri en premier Nouira, als opvolger van president Bourguiba. Toch verkoos Bourguiba Nouira als zijn nieuwe opvolger. Ladgham verliet daarop de Tunesische politiek. 